# Іськова-Миклащук Олена Володимирівна
Олена Володимирівна Іськова-Миклащук (нар. 12 квітня 1983, с. Вербівці Шепетівський район Хмельницька область) — українська поетеса, авторка трьох збірок, лавреатка національних і міжнародних премій,  членкиня Національної спілки письменників України (2016).

## Життєпис
Народилася в с. Вербівці Шепетівського району Хмельницької області.
За освітою —  філолог, закінчила Рівненський державний гуманітарний університет за спеціальністю «Педагогіка і методика середньої освіти. Українська мова і література», здобула кваліфікацію вчителя української мови і літератури та мови (німецька) і зарубіжної літератури.
Із 2004 року працює вчителькою німецької мови та з 2010 – заступницею директора з навчально-виховної роботи рідної Вербовецької школи.
В 2021 році переїхала до смт.Глеваха Київської області.

## Творчість

### Окремі книги

##### Є авторкою книг
1. Рветься душа у небо: поезії /   Олена Іськова. — Хмельницький, 2014.  — 92 сторінки.
2. Небо в окопах. Поезії / Олена Іськова-Миклащук.  — Кам'янець-Подільський: ТОВ "Друкарня Рута", 2016. — 64 сторінки.
3. Світло на дні бліндажа. Поезія / Олена Іськова-Миклащук. — К.: Видавництво "Український пріоритет", 2019. — 96 сторінок.

### У періодичних виданнях
Публікувалася в журналах: «Дніпро», «Чорнильна Хвиля», в Міжнародному журналі «Склянка Часу / Zeitglas» (Україна—Росія—Німеччина), в газетах: «Подільські вісті», «Життя», «Шепетівський вісник», «Гарний настрій», «Освіта. UA», «Кримська світлиця».  Добірки віршів представлено на кількох мистецьких Інтернет-сайтах.

### Інше
У співавторстві з композиторами Іваном Пустовим, Віктором Охріменком, Леонідом Мазуром, Сергієм Голоскевичем, Миколою Ведмедерею, Колядою Олександром Володимировичем та В'ячеславом Купрієнком створила ряд пісень.
Пісні на музику Купрієнко В'ячеслав Миколайович «Небо в окопах» та «Іловайська самота» увійшли до його альбому «Соняхи».

## Відзнаки

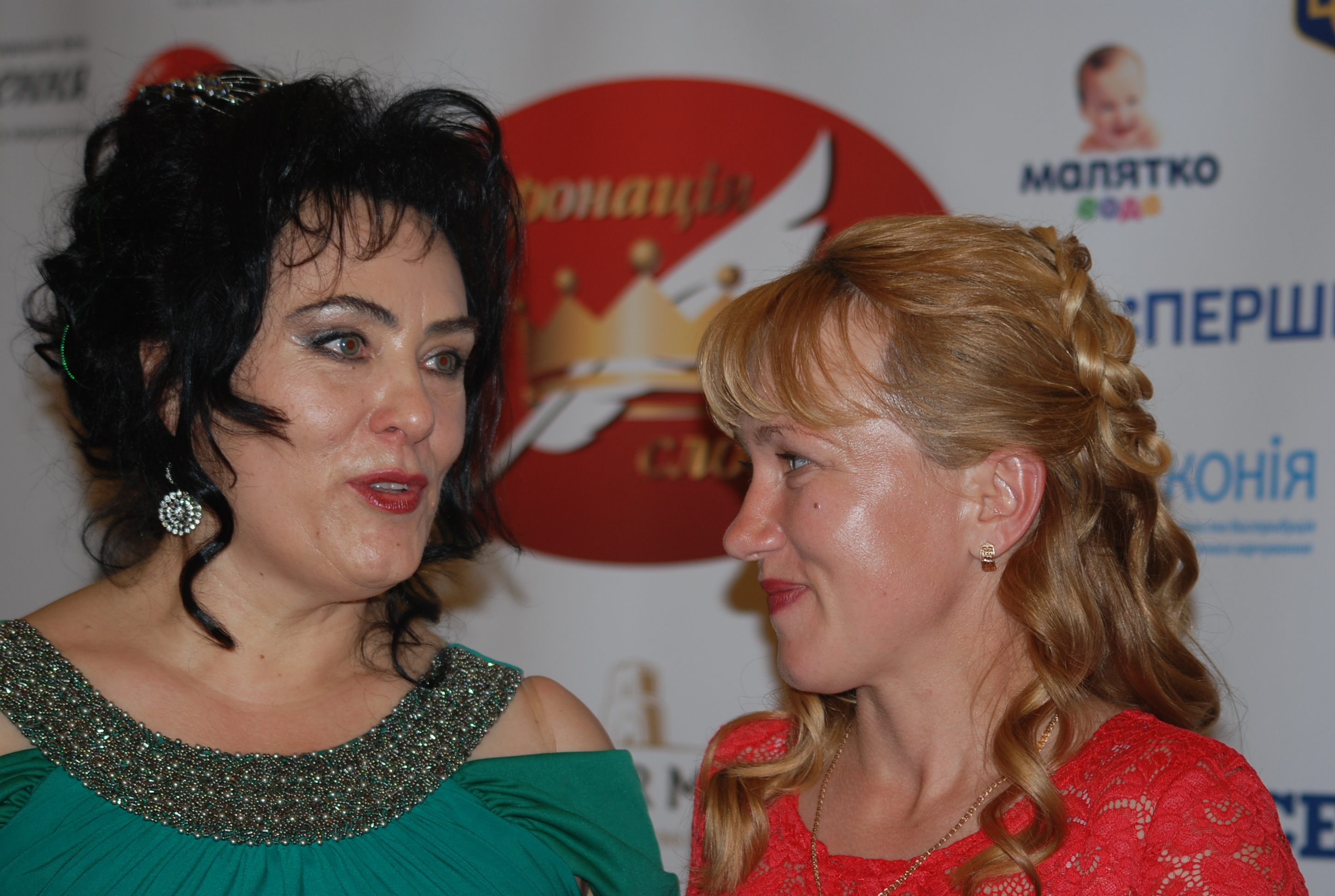
Тетяна Логуш і Олена Іськова-Миклащук на церемонії Коронація слова 2017

2012 – за підсумками конкурсу «Поетичні таланти української освіти» здобула І місце у номінації «Романтичні вірші» та ІІ місце у номінації «Вірші на виховну тему»
2013 – переможниця конкурсу авторських літературних творів у жанрі гумористична мініатюра «А ВАСИЛЯ КУПАЛА»
2013 –  переможниця конкурсу «100 творів, які варто прочитати цього літа»
2015 – лавреатка ІІІ міжнародного поетичного конкурсу «Чатує в століттях Чернеча Гора»
2016 – лавреатка Хмельницької обласної літературної премії імені Володимира Булаєнка
2017 – переможниця конкурсу «Коронація слова 2017» у номінації «Пісенна лірика» (твір "Нерви")
2017 —  І місце у номінації «Поезія» IV Всеукраїнського літературного конкурсу «Літературна надія Дніпра – 2017»
2017 — лауреатка XVIII загальнонаціонального конкурсу «Українська мова — мова єднання» у номінації «Рубежі подвигів і безсмертя»
2018 — диплом І ступеня у номінації «Поезія»(книги) у IV Всеукраїнський літературний конкурс імені Леся Мартовича
2018 —  переможниця першого відкритого літературного конкурсу Житомир TEN
2019 — диплом Лауреата ІІ ступеня Першого літературно-мистецького конкурсу ім.Всеволода Нестайка у номінації «Поезія» (книжки) за видання “Небо в окопах” 
2019 — переможниця ІІ Всеукраїнського літературно-мистецької імпрези «Нехай це буде за велінням серця»
2020 – фіналістка «Нової доби» — Першого поетичного конкурсу в рамках спільного проекту НСПУ та Національного музею літератури України
Відзнака «Вибір журі» за вірш «Сірко» у конкурсі «Нова доба» 
2020 – переможець конкурсу одного сонета «Cherche la femme» («Шукайте жінку») до 200-річчя французького поета Шарля Бодлера
2020  - лауреатка Міжнародної літературно-мистецької премії імені Пантелеймона Куліша  Премія імені Пантелеймона Куліша
2020  –  ІІ премія за оповідання «Чорний ангел» у номінації «Мала проза» III Всеукраїнського літературного конкурсу малої прози імені Івана Чендея
2020 – Переможниця Молодої Коронації. Груповий формат «Дорослі для підлітків». Номінація «Поема». Твір «Тато» 
Спецвідзнака «За драматизм відтворення патріотичної тематики» – поема «Тато»
2021 - Грамота І ступеня у номінації «Поезія. Добірки», диплом І ступеня у номінації «Музичний твір. Добірка» V Всеукраїнського літературного конкурсу ім.Леся Мартовича
2021 - Грамота обласної хмельницької ради
2021 - Диплом фіналістки конкурсу на здобуття Міжнародної літературної премії малої прози імені Василя Портяка
2021 - Переможниця 8-го Всеукраїнського літературного конкурсу "VIVART" у номінації "Проза" (старша група)
2021 - Диплом лауреата ІІ ступеня літературної премії імені Павла Ящука
2021 - І премія І муніципального щорічного конкурсу ім. І. Франка у номінації "Поезія"
2021- ІІ премія Міжнародного літературного конкурсу "Гранд Коронація" у номінації "Пісенна лірика" за добірки творів "Брат" та "Покривання коси"

## Виноски
1. ↑  Кримська Світлиця :: Текст статти "КОКТЕЙЛЬ ІЗ ВІРИ З ПРИСМАКОМ ОДЧАЮ…". svitlytsia.crimea.ua. Архів оригіналу за 31 жовтня 2020. Процитовано 27 жовтня 2020.
2. ↑  Кримська Світлиця :: Текст статти "ПОЕТИЧНА СВІТЛИЦЯ. Олена ІСЬКОВА-МИКЛАЩУК". svitlytsia.crimea.ua. Архів оригіналу за 31 жовтня 2020. Процитовано 27 жовтня 2020.
3. ↑  Стос | Переможці конкурсу 2013 року “А ВАСИЛЯ КУПАЛА” (укр.). Архів оригіналу за 31 жовтня 2020. Процитовано 27 жовтня 2020.
4. ↑  Результати конкурсу "100 творів, які варто прочитати цього літа" - 5 Вересня 2013 - Блог - Видавництво книг "Лілія" Видати книгу издать книгу. lilia.at.ua. Архів оригіналу за 31 жовтня 2020. Процитовано 27 жовтня 2020.
5. ↑  III-й міжнародний поетичний конкурс "Чатує в століттях Чернеча Гора". zeitglas.io.ua. Архів оригіналу за 1 листопада 2020. Процитовано 27 жовтня 2020.
6. ↑  Газета "Подільські Вісті" — Від Булаєнка до Ахматової. pvisti.info. Архів оригіналу за 30 жовтня 2020. Процитовано 27 жовтня 2020.
7. ↑  Переможці «Коронація слова-2017» – Коронація слова. koronatsiya.com. Архів оригіналу за 17 грудня 2018. Процитовано 27 жовтня 2020.
8. ↑  Конкурс «Літературна надія Дніпра – 2017». gorod.dp.ua. Архів оригіналу за 31 жовтня 2020. Процитовано 27 жовтня 2020.
9. ↑  Семчук, Світлана. У Бердичеві відбувся Перший міжнародний літературно-мистецький конкурс ім. Всеволода Нестайка — РІО Бердичів. rio-berdychiv.info (укр.). Архів оригіналу за 7 лютого 2019. Процитовано 27 жовтня 2020.
10. ↑  Alla. Вітаємо фіналістів і переможців «Нової доби»! | НСПУ (рос.). Архів оригіналу за 29 жовтня 2020. Процитовано 27 жовтня 2020.
11. ↑  Alla. Нова доба: «Вибір журі» | НСПУ (рос.). Архів оригіналу за 29 жовтня 2020. Процитовано 27 жовтня 2020.
12. ↑  Названо лауреатів міжнародної Літературно-мистецької премії імені Пантелеймона Куліша за 2020 рік | Жінка-УКРАЇНКА. ukrainka.org.ua. Архів оригіналу за 18 січня 2021. Процитовано 26 грудня 2020.
13. ↑  Конкурс Івана Чендея: лауреати. www.chytomo.com (укр.). 14 вересня 2020. Архів оригіналу за 5 грудня 2020. Процитовано 27 жовтня 2020.
14. ↑  Переможці Молодої і Дитячої Коронації – 2020 – Коронація слова. koronatsiya.com. Архів оригіналу за 1 листопада 2020. Процитовано 27 жовтня 2020.
15. ↑  Відомі фіналісти Міжнародної літературної премії короткої прози імені Василя Портяка. chytomo.com (укр.). 8 лютого 2021. Архів оригіналу за 24 жовтня 2021. Процитовано 8 серпня 2021.
16. ↑  В Одесі нагородили лауреатів муніципального творчого конкурсу. Архів оригіналу за 25 лютого 2022. Процитовано 10 вересня 2022. [Архівовано 2022-02-25 у Wayback Machine.]
17. ↑  Переможці конкурсу ГРАНД «Коронація слова» – Коронація слова. koronatsiya.com. Процитовано 10 вересня 2022.